# Aspidiotus paolii
Aspidiotus paolii är en insektsart som beskrevs av Alfred Serge Balachowsky 1956. Aspidiotus paolii ingår i släktet Aspidiotus och familjen pansarsköldlöss.
Artens utbredningsområde är Eritrea. Inga underarter finns listade i Catalogue of Life.